# Alternaria cucumerina
Espèce
Synonymes
Selon Index Fungorum (26 février 2021) :  
- Macrosporium cucumerinum Ellis & Everh.
- Alternaria brassicae f. nigrescens Peglion
- Alternaria brassicae var. nigrescens (Peglion) Sacc. & Traverso
- Alternaria nigrescens (Peglion) Neerg.
- Alternaria cyamopsidis Rangaswami & A.V. Rao
- Alternaria cucumerina var. cyamopsidis (Rangaswami & A.V. Rao) E.G. Simmons

Alternaria cucumerina est une espèce de champignons ascomycètes de la famille des Pleosporaceae, qui a une aire de répartition quasi-cosmopolite. C'est un champignon phytopathogène qui infecte diverses espèces de Cucurbitaceae, notamment dans les genres  Citrullus, Cucumis, Cucurbita, Luffa, Momordica, chez lesquelles il provoque une maladie appelée « alternariose des brûlures foliaires ». 

## Liste des variétés
Selon BioLib (26 février 2021) :
- Alternaria cucumerina var. cucumerina (Ellis & Everh.) J.A. Elliott
- Alternaria cucumerina var. cyamopsidis (Rangaswami & V. Rao) E.G. Simmons